# 棟方貞敬
棟方 貞敬（むなかた さだたか）は、江戸時代末期の弘前藩の武士。

## 生涯
津軽家に連なる重臣の家柄に生まれ、頭脳明晰文武両道の士であった。兼平丹下より筝曲の秘伝を伝授されるなど、音楽、華道、茶道にも通じていた。天保10年（1839年）の津軽信順隠居後の相続問題では、森岡元知らと津軽順承に対する反対運動を展開した。よって、天保14年（1843年）6月自宅蟄居、弘化2年（1845年）には用人小山内織部の元にお預けとなり、監視され続けた。安政2年（1855年）在府町の自宅に戻り、文久2年（1862年）放免された。30年の蟄居生活の間姉滝子の送る書物などで学問を修めた。甥の毛内有之助は、蟄居が解除されると、すぐさま駆けつけ、国の行く末の論議に花を咲かせ、勤皇の志を確認しあった。後、諸国を巡り、学問所を開設した。まもなく息子忠一が150石を加増された。明治に入ると、一族で北津軽郡福野田村へ土着した。後同村で死去した。映雪楼、文雅園などと号して、和歌も多数詠んだ。その一つに「世をうみのうき沈むにそしられぬる人の心の深さあさしも」というのがある。